# Market Square Heroes
Market Square Heroes è un singolo del gruppo musicale britannico Marillion, pubblicato il 25 ottobre 1982 dalla EMI.
L'edizione 12" del singolo contiene anche Grendel, brano della durata di oltre 17 minuti.

## Tracce
7"
- Lato A

1. Market Square Heroes – 3:45

- Lato B

1. Three Boats Down from the Candy – 4:33

12"
- Lato A

1. Market Square Heroes – 3:45
2. Three Boats Down from the Candy – 4:33

- Lato B

1. Grendel – 17:40

## Formazione
- Fish – voce
- Steve Rothery – chitarre
- Pete Trewavas – basso
- Mark Kelly – tastiere
- Mick Pointer – batteria

## Classifiche
| Classifica (1983) | Posizione massima |
| ----------------- | ----------------- |
| Regno Unito       | 53                |